# Bischöfliches Cusanus-Gymnasium

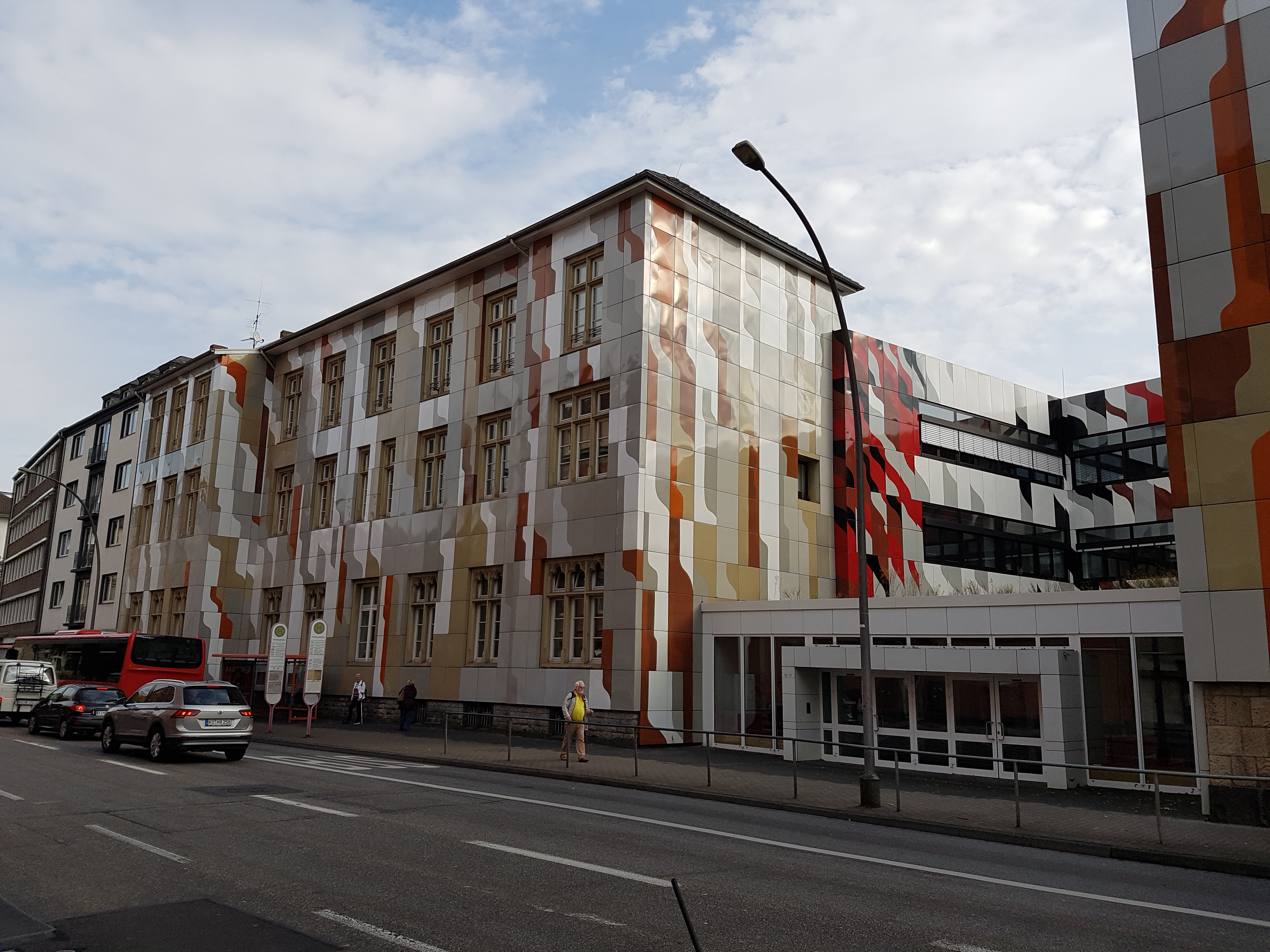
Bischöfliches Cusanus-Gymnasium aus südlicher Richtung

Das Bischöfliche Cusanus-Gymnasium ist ein Gymnasium in Koblenz, das sich in der Trägerschaft des Bistums Trier befindet. Das Cusanus-Gymnasium, eine ehemalige Ursulinenschule, liegt an der Hohenzollernstraße in Koblenz-Mitte. Benannt ist es nach dem Philosophen, Theologen und Mathematiker Nikolaus von Kues (1401–1464).
Der Gebäudekomplex steht unter Denkmalschutz. Es ist in der Bausubstanz außer in der Dachzone weitgehend original erhalten und damit von städtebaulicher und straßenbildprägender Bedeutung.

## Baugefüge
Der dreigeschossige Klinkerbau mit neugotischen Formen wurde ab 1904 nach Plänen des Architekten M. Keuthen aus Aachen errichtet. Das Gebäude ist ein langgestrecktes, traufständiges Bauwerk in der geschlossenen Häuserzeile entlang der Hohenzollernstraße. Charakteristisch für das Gebäude sind die Kreuzstockfenster. Im Erdgeschoss haben diese einen Maßwerkabschluss.
Im Inneren hat das Gebäude unter anderem eine Flurhalle mit zwei schwarzen Granitsäulen mit Blattkapitellen. Dies trägt ein Kreuzgratgewölbe. Die Treppe des Gebäudes hat ein schmiedeeisernes Rankengeländer. Die Erweiterung – tuffplattenverblendet bzw. verputzt – erfolgte in den Jahren 1922/23 nach Plänen der Architekten Huch & Grefges. Im Jahr 1979 wurden die Fassaden mit grellfarbigen Stahlblechen verkleidet.
Die Kapelle wurde nach Plänen des Kölner Künstlers Bodo Schramm neu gestaltet und im Jahr 2006 eingeweiht.

## Geschichte
- 1902 gründen die Ursulinen vom Calvarienberg (Ahrweiler) eine Niederlassung in Koblenz und übernehmen eine private höhere Töchterschule.
- 1905 zieht die Ursulinenschule in das Gebäude in der Hohenzollernstraße.
- 1922 wird eine Oberstufe angegliedert.
- 1923 wird der Erweiterungsbau fertiggestellt.[4]
- 1928 wird die erste Reifeprüfung abgelegt.
- 1940 wird die Schule von den Nationalsozialisten geschlossen.
- 1945 wird die Schule wieder eröffnet. Es beginnt der Wiederaufbau der zerstörten Gebäude.
- 1960 erfolgt die Gründung der „Vereinigung der Freunde und Förderer der Ursulinenschule“ e. V.
- 1971 übernimmt das Bistum Trier die Schule. Seitdem besuchen auch Jungen das Bischöfliche Gymnasium.
- 1980 sind die Umbauten und Erweiterungen des Bischöflichen Cusanus-Gymnasiums abgeschlossen.
- 1992 erhält die Schule den Namen des Nikolaus von Kues und heißt somit Bischöfliches Cusanus-Gymnasium.
- 1999 wird die Schule in das „Netzwerk ökologischer Schulen in Rheinland-Pfalz“ aufgenommen.
- 1994 beginnt der Schüleraustausch mit der „Ben Gurion High School“ in Petah Tikva.
- 2002 gründet sich der Ehemaligenverein und die Schule feiert ihren 100. Geburtstag.
- 2005 beginnt anlässlich des Weltjugendtages in Köln der Schüleraustausch mit dem „Colegiul Sf. Iosif“ in Bukarest; wird die Schulkapelle nach einem Entwurf des Künstlers Bodo Schramm erneuert.
- 2010 wird die Sporthalle umfassend renoviert und energetisch saniert. Es erfolgt die Gründung der Stiftung „Bischöfliches Cusanus-Gymnasium Koblenz“.
- 2011 wird der Schulhof neu gestaltet und es entsteht ein neues Mehrzweckgebäude – der „Klangraum“; mit ihm eröffnen sich neue Perspektiven insbesondere für das Musik- und Theaterleben.[6]

## Ehemalige Lehrer und Schüler
- Ottmar Dillenburg (* 1961), katholischer Priester, Generalpräses des Kolpingwerkes; war von 2005 bis 2008 Schulpfarrer des Gymnasiums
- Georg Langenhorst (* 1962), Professor für Didaktik des Katholischen Religionsunterrichts/Religionspädagogik an der Katholisch-Theologischen Fakultät der Universität Augsburg; zwischen 1994 und 1995 durchlief er das Referendariat am Gymnasium, absolvierte sein zweites Staatsexamen am dortigen Studienseminar und arbeitete am Gymnasium bis 1997 als Gymnasiallehrer
- Alexander Müller (* 1969), deutscher Politiker (FDP), ehemaliges Mitglied des Bundestages (2017–2025), legte 1988 sein Abitur an der Schule ab.
- Adam Soboczynski (* 1975), Journalist und Schriftsteller; besuchte das Gymnasium und legte dort sein Abitur ab
- Lars Weisbrod (* 1985), Autor, legte 2005 sein Abitur an der Schule ab.
- Anna Carla Winkes (* 1990), Model; legte 2009 ihr Abitur an der Schule ab

## Denkmalschutz
Das Gebäude des bischöflichen Cusanus-Gymnasiums ist ein geschütztes Kulturdenkmal nach dem Denkmalschutzgesetz und in der Denkmalliste des Landes Rheinland-Pfalz eingetragen. Seit 2002 ist das Gebäude Teil des UNESCO-Welterbes Oberes Mittelrheintal.